# Webuye
Webuye és una ciutat situada a la província de l'oest de Kenya. Localitzada en la ruta principal cap a Uganda, és on es troba la fàbrica de paper més important del país. A més, també s'hi troben fàbriques de productes químics i de sucre. La ciutat té un clima tropical, i les terres del voltant de la ciutat s'utilitza, principalment, per l'agricultura de subsistència. La població de la ciutat (cens del 1999) és de 19.600 habitants.